# Aechmea cucullata
Espèce
Classification phylogénétique
Aechmea cucullata est une espèce de plantes de la famille des Bromeliaceae, endémique d'Équateur.